# Ángela Lerena
Ángela Lerena (Buenos Aires, 5 de noviembre de 1975) es una periodista deportiva argentina, activista gremial y docente. Es la primera mujer en cubrir el campo de juego en las transmisiones de Campeonatos de fútbol por Televisión abierta en Argentina, la primera mujer en comentar los partidos de la Selección de fútbol de Argentina por TV y la primera mujer en comentar los partidos de la Selección de fútbol de Argentina en el contexto de una copa del mundo. 

## Trayectoria
Se recibió de periodista deportiva y luego estudió Comunicación Social. Desde 1995 ocupó diferentes posiciones en la señal de deportes TyC Sports, luego en la cadena ESPN como conductora de radio y, entre el 2012 y 2017, como periodista de campo de juego del programa Fútbol para Todos. 
Fue candidata a legisladora por Alternativa Popular y es militante sindical dentro del Colectivo de Trabajadores de Prensa.
Continúa su labor en campo de juego en las transmisiones de la Liga Profesional de Fútbol Argentino para la señal TNT Sports. Paralelamente desarrolla actividades en defensa de la profesión participando activamente en el Sindicato de Prensa de Buenos Aires, SiPreBA y es docente del posgrado en Periodismo Deportivo en la Facultad de Ciencias Sociales de la Universidad de Buenos Aires.
Durante el primer semestre de 2017 trabajó como comentarista de deportes en el noticiero matutino de la señal C5N, labor a la que renunció para priorizar las transmisiones de fútbol y asignar más tiempo al descanso por encontrarse embarazada de su tercera hija.
Desde marzo de 2018 conduce el programa "Primera Tapa", que se transmite por TNT Sports.
Durante el mundial de Rusia 2018 condujo "Estadio TNT Mundial" por TNT Sports y realizó el análisis de las novedades de la copa del mundo en el programa Morfi que se transmitía por Telefe.
En el primer semestre de 2020 condujo "Seguimos Educando", un programa de contenidos educativos que se emite por TV Pública, Encuentro y PakaPaka en el contexto de la pandemia de COVID-19, aumentó su franja horaria a 14 horas diarias aumentando el contenido educativo
En octubre de 2020, se incorporó como comentarista de los partidos de la selección argentina de fútbol para la TV Pública, siendo la primera mujer en realizar dicha labor. Completan el equipo Pablo Giralt como relator y Sergio Goycochea también como comentarista.
Entre abril y mayo de 2021 se desempeñó como panelista en TV Nostra, programa de actualidad.América TV.
En la Copa Mundial de Fútbol de 2022 formó parte del equipo de transmisión como comentarista de todos los partidos transmitidos por TV Pública, siendo una vez más la primera mujer en ocupar ese rol.
Además, junto a Lola del Carril como relatora, conformó la primera dupla femenina en Argentina a cargo de los relatos y comentarios de una transmisión en una Copa Mundial de Futbol Masculino. el partido relatado fue el disputado entre Suiza y Camerún, por la apertura del Grupo G.
En 2023 fue comentarista de los partidos de la Copa Mundial Femenina de Fútbol.
Desde Julio 2025 conduce "Pensiones", programa sobre futbolistas juveniles.

## Televisión
| Año           | Título                                                | Canal                                  | Personaje                    |
| ------------- | ----------------------------------------------------- | -------------------------------------- | ---------------------------- |
| 1997-2000     | TyC Sports                                            | TyC Sports                             | Cronista                     |
| 2000-2008     | Noticiero TyC                                         | TyC Sports                             | Conductora                   |
| 2011          | Vivo en Argentina                                     | TV Pública                             | Coconductora                 |
| 2012-2015     | Fútbol para todos                                     | TV Pública                             | Periodista de campo de juego |
| 2016-2017     | Transmisiones campeonato Primera División - Masculino | Telefe                                 | Periodista de campo de juego |
| 2017          | Mañanas Argentinas                                    | C5N                                    | Columnista                   |
| 2017-Hoy      | TNT Sports                                            | TNT Sports                             | Periodista de campo de juego |
| 2018-2019     | Primera Tapa                                          | TNT Sports                             | Conductora                   |
| 2019-presente | Gol Fem                                               | TNT Sports                             | Conductora                   |
| 2019-2021     | Transmisiones campeonato Primera División - Femenino  | TNT Sports                             | Comentarista                 |
| 2020          | Seguimos Educando                                     | TV Pública, Paka Paka, Canal Encuentro | Conductora                   |
| 2020-Hoy      | Transmisiones Selección Argentina de Fútbol Masculino | TV Pública                             | Comentarista                 |
| 2020-Hoy      | Transmisiones Selección Argentina de Fútbol Femenino  | TV Pública                             | Comentarista                 |
| 2021          | TV Nostra                                             | America TV                             | Panelista                    |
| 2022          | Los 8 escalones                                       | El Trece                               | Jurado/Panelista             |
| 2025          | Pensiones                                             | TNT Sports                             | Conductora                   |

## Radio
Radio Nacional
• Cronista exteriores en transmisiones de partidos de primera A
Radio Mega
- Mejor Imposible (2009), Columnista

- A brillar mi amor (2010), Columnista

ESPN 107.9
- ESPN Report (2010-2013), Conductora

## Premios
| Año  | Premio                                    | Categoría          | Resultado |
| ---- | ----------------------------------------- | ------------------ | --------- |
| 2014 | Premios a la comunicación "Juana Azurduy" | Labor periodística | Ganadora  |
| 2022 | Martin Fierro                             | Labor periodística | Nominada  |